# Celmira
Celmira is een plaats (lugar poblado) in de gemeente (distrito) Bugaba (provincie Chiriquí) in Panama. In 2010 was het inwoneraantal 1100. Celmira ligt 6,5 kilometer van de grens met Costa Rica af.